# Trafford, Pennsylvania
Trafford är en kommun av typen borough i Allegheny County, och Westmoreland County, i Pennsylvania. Vid 2010 års folkräkning hade Trafford 3 174 invånare.
Orten grundades av George Westinghouse som 1902 köpte mark till detta ändamål.